# Portášovy Boudy
Portášovy Boudy, též Portášky (německy Hoferbauden), jsou horské boudy v Krkonoších. Portášovy boudy leží severně od Velké Úpy, která je součástí Pece pod Sněžkou, a západně od Pěnkavčího vrchu (1104,8 m). Na Portášovy boudy vede sedačková lanová dráha z Velké Úpy. Nedaleko konečné stanice lanové dráhy je Horská chata Portášky, která je v provozu po celý rok. Portášovy Boudy jsou jedním z vhodných míst k výstupu na Sněžku – nejvyšší horu Krkonoš. Kromě cesty na Růžohorky a na Sněžku vede od Portášek Pěnkavčí cesta do Dolní Malé Úpy a cesta na Janovy Boudy.